# قلعه قشون
قلعه قشون مربوط به سده‌های میانه دوران‌های تاریخی پس از اسلام است و در شهرستان بجنورد، بخش راز و جرگلان، دهستان راز، روستای قلعه قشون واقع شده و این اثر در تاریخ ۱۸ شهریور ۱۳۸۷ با شمارهٔ ثبت ۲۳۲۸۵ به‌عنوان یکی از آثار ملی ایران به ثبت رسیده‌است.